# Anita Todesco
Pour les articles homonymes, voir Todesco.
Anita Todesco, née le 14 juin 1932 à Prato dans la région de la Toscane en Italie et morte le 15 juillet 2015, est une actrice italienne.

## Biographie
Dans les années 1960, elle joue comme actrice dans de nombreux films en costumes, comédies à l’italienne, musicarello et autres films d'aventures (Le Voleur de Bagdad, Capitaine Morgan, La Bataille de Marathon, La donna degli altri è sempre più bella, La sceriffa, Parlez-moi d'amour …).
À la fin des années 1960, elle se retire du monde du cinéma et devient psychologue. Elle a deux enfants, dont l’un est le musicien italien Luca Ruggero Jacovella.

## Filmographie

### Au cinéma
- 1957 : Presentimento d'Armando Fizzarotti
- 1959 : Agosto, donne mie non vi conosco de Guido Malatesta
- 1959 : La duchessa di Santa Lucia de Roberto Bianchi Montero
- 1959 : La Bataille de Marathon (La battaglia di Maratona) de Jacques Tourneur et Mario Bava
- 1959 : La sceriffa de Roberto Bianchi Montero
- 1960 : La Princesse du Nil (La Donna dei faraoni) de Victor Tourjanski
- 1960 : La Révolte des mercenaires (La rivolta dei mercenari) de Piero Costa
- 1960 : La Vengeance des Barbares (La vendetta dei barbari) de Giuseppe Vari
- 1960 : Les Nuits de Raspoutine de Pierre Chenal
- 1960 : Capitaine Morgan (Morgan il pirata) de Primo Zeglio
- 1960 : Le Vainqueur de l'espace (Space Men) d'Antonio Margheriti
- 1961 : Le Voleur de Bagdad (Il Ladro di Bagdad) d’Arthur Lubin et Bruno Vailati
- 1961 : Scandali al mare de Marino Girolami
- 1961 : Parlez-moi d'amour (Che femmina!! e... che dollari!) de Giorgio Simonelli
- 1961 : Le magnifiche 7 de Marino Girolami
- 1961 : Capitaine Tempête (La spada della vendetta) de Luigi De Marchi
- 1961 : La Fille des Tartares (Ursus e la ragazza tartara) de Remidio Del Grosso
- 1962 : Furie des S.S. (Dieci italiani per un tedesco (Via Rasella)) de Filippo Walter Ratti
- 1962 : La donna degli altri è sempre più bella de Marino Girolami
- 1962 : Due samurai per cento geishe de Giorgio Simonelli
- 1962 : Sept épées pour le roi (Le sette spade del vendicatore) de Riccardo Freda
- 1962 : L'ira di Achille de Marino Girolami
- 1962 : La notte dell'innominato de Luigi Demar
- 1962 : Twist, lolite e vitelloni de Marino Girolami
- 1963 : Adultero lui, adultera lei de Raffaello Matarazzo
- 1963 : La Revanche de d'Artagnan (D'Artagnan contro i tre moschettieri) de Fulvio Tului
- 1963 : Napoleone a Firenze de Piero Pierotti
- 1963 : Siamo tutti pomicioni de Marino Girolami
- 1964 : Cleopazza de Carlo Moscovini
- 1964 : Le Pirate du diable (Il pirata del diavolo) de Roberto Mauri
- 1964 : Il tramontana d'Adriano Barbaro
- 1964 : Veneri al sole de Marino Girolami
- 1964 : Zorikan lo sterminatore de Roberto Mauri
- 1964 : 002 Agents secrets (002 agenti segretissimi) de Lucio Fulci
- 1965 : Rome en flammes (L'incendio di Roma) de Guido Malatesta
- 1965 : À l'italienne (Made in Italy) de Nanni Loy : épisode Le Travail
- 1966 : Agente segreto 777 - Invito ad uccidere de Henry Bay
- 1966 : Les Sept Colts du tonnerre (7 magnifiche pistole) de Romano Guerrieri
- 1966 : Viaggio di nozze all'italiana de Mario Amendola
- 1967 : Assassino senza volto d'Angelo Dorigo
- 1967 : Le Monstre de Venise (Il mostro di Venezia) de Dino Tavella

### À la télévision
- 1967 : Le inchieste del commissario Maigret, saison un, épisode L’Affare Picpus